# Conospermum flexuosum
Conospermum flexuosum (лат.) — кустарник, вид рода Коноспермум (Conospermum) семейства Протейные (Proteaceae), эндемик Западной Австралии. Цветёт с мая по октябрь бело-голубыми цветками.

## Ботаническое описание
Conospermum flexuosum — сильно разветвлеённый гибкий кустарник высотой до 1 м. Листья собраны у основания, часто отсутствуют у взрослых растений; черешок 1,7-7 см длиной, четырёхугольный или полукруглый; пластинка лопаточная, 6,5-24 см длиной, 4-17 мм шириной, гладкая; поля и средняя жилка приподняты. Соцветие — дихотомически разветвлённая метёлка, оканчивающаяся головками из 3-7 цветков; прицветники 1,5-2,5 мм длиной, 2-3 мм шириной, буровато-синие, бархатистые. Околоцветник от белого до бледно-голубого, с белыми или ржавыми мелкими волосками; трубка длиной 2-3,5 мм. Плод — вазообразный орех 2,5-3 мм длиной, 1,75-2,5 мм шириной, коричневый, красный или белый.
Описаны два подвида:
- Conospermum flexuosum subsp. flexuosum[3]
- Conospermum flexuosum subsp. laevigatum[4]

## Таксономия
Впервые этот вид был описан в 1830 году Робертом Броуном в рамках работы Proteaceas Novas. Supplementum primum prodromi florae Novae Hollandiae на основе образца, собранного у залива Кинг-Джордж.

## Распространение и местообитание
Conospermum paniculatum — эндемик Западной Австралии. Встречается в песчаных карманах среди обнажений гранита, на влажных зимой равнинах и вдоль обочин дорог в округах Юго-Западный и Большой Южный в Западной Австралии, где растёт на песчаных или глинистых почвах. Широко представлен в местности между Басселтоном и Уеэлстедом (к востоку от Албани). Часто растёт в зонах затопления.